# Canção de Ludwig

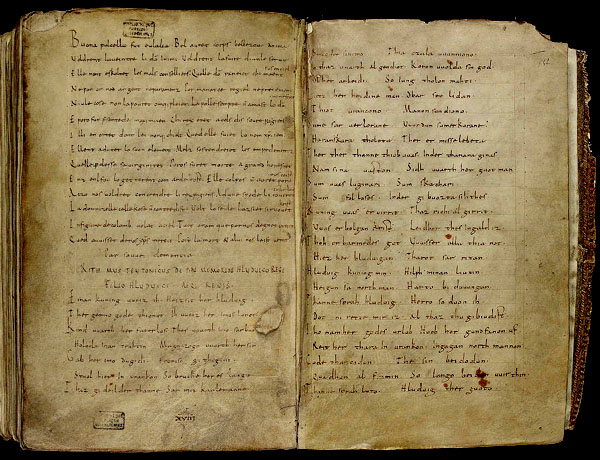
As duas primeiras páginas da Canção de Ludovico.

A Canção de Ludwig (Ludwigslied em alemão) é um poema da Alta Idade Média escrito em honra a Luís III (Ludwig, Ludovico), soberano do Reino Franco Ocidental. O tema é a vitória das tropas dos francos contra os normandos (viquingues) na batalha de Saucourt-en-Vimeu, travada a 3 de agosto de 881.
O poema é uma canção de louvor (Preislied) ao rei, descrito como o mais fiel servidor do Deus cristão. O texto afirma que os viquingues pagãos (chamados no poema normandos - "homens do norte") foram enviados por Deus para castigar os pecados dos francos. Porém, para ajudá-los, Deus convoca o rei Luís: "Luís, meu rei, ajude meu povo! Os normandos os ameaçam!". O rei acude aos seus e lhes diz que "Deus enviou-me e ordenou-me que, se posso ser de ajuda, lutara junto a vocês e não descansara até que os possa salvar". O poema termina com uma sucinta descrição da vitória dos francos e uma saudação ao rei: "Que Deus o tenha sempre em sua graça!".
A Canção de Ludwig é um dos poucos poemas da Alta Idade Média que pode ser datado de maneira relativamente precisa. A abertura menciona o rei no presente: "Eu conheço um rei, Luís é seu nome, ele serve a Deus com todo seu coração." Como a batalha ocorreu em agosto de 881 e o rei morreu em agosto de 882, o poema deve ter sido composto originalmente nesse período. 
O poema consiste de 59 linhas. Cada linha é dividida em duas partes, e o final de cada parte rima com o final da outra. A única cópia existente da Canção de Ludwig está num manucrito do século IX proveniente do Mosteiro de Saint-Amand, estando atualmente conservado na Biblioteca Municipal de Valenciennes (França). A linguagem do poema é o dialeto franco-renano do alto alemão antigo, sendo o poema histórico mais antigo da língua alemã preservado.
No mesmo manuscrito da Canção de Ludwig encontra-se outra raridade, a Sequência de Santa Eulália, o texto mais antigo em língua francesa conhecido.